# 加里利亚诺桥

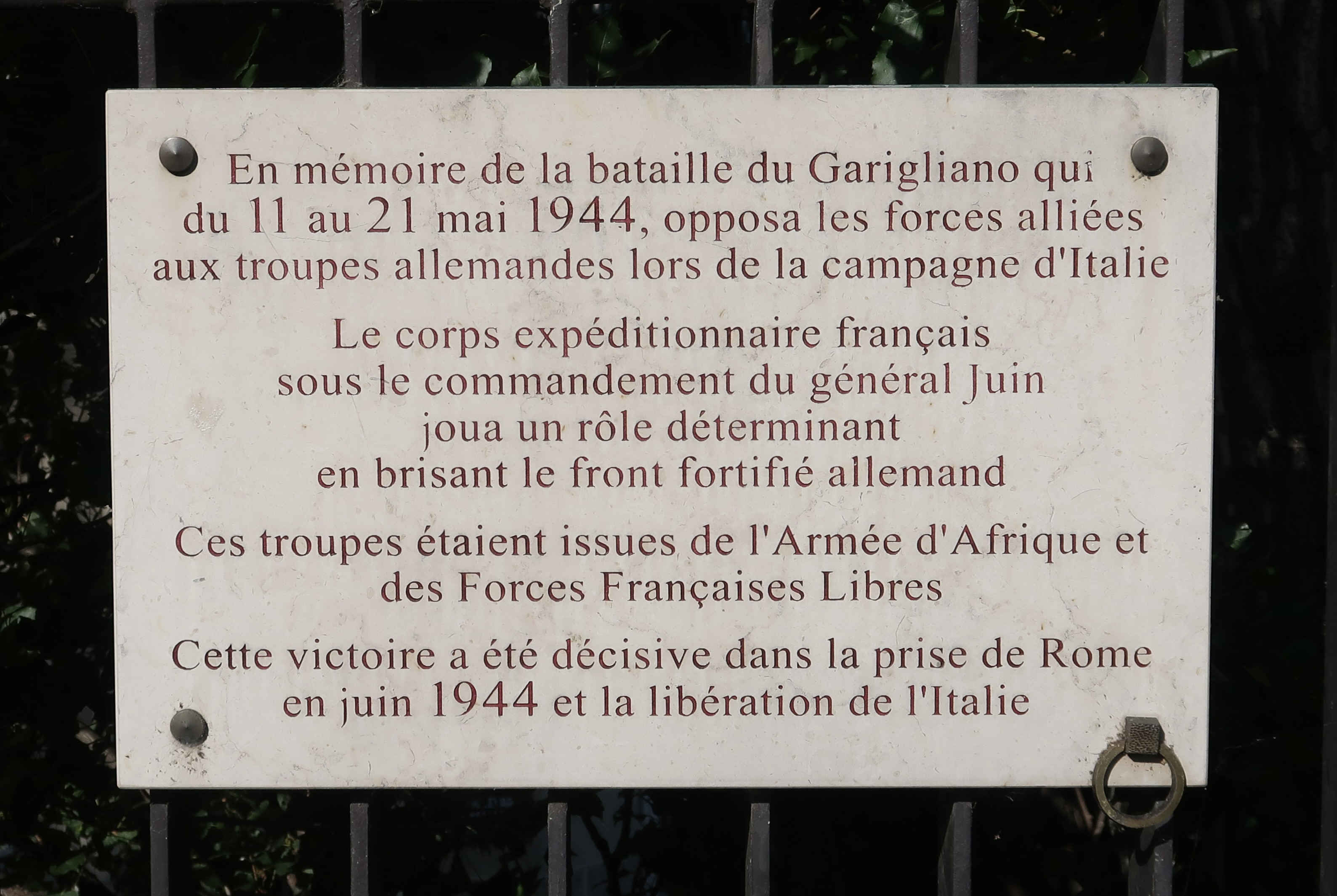
纪念加里利亚诺河之战的牌子

加里利亚诺桥（法語：Pont du Garigliano）是法国巴黎的一座横跨塞纳河的桥，是欧特伊高架桥的接替者。桥名是为了纪念1944年意大利战役期间的加里利亚诺河之战。